# Cherif Rahmani
Pour les articles homonymes, voir Cherif (homonymie).
 (janvier 2018).
Chérif Rahmani (arabe:شريف رحماني), né le 16 janvier 1945 à Aïn Oussara dans la région de Djelfa, en Algérie, est un homme politique algérien, Ambassadeur des déserts et des terres arides pour la Convention des Nations unies sur la lutte contre la désertification, président de la Fondation des déserts du Monde.

## Formation et professorat
- Diplôme de l’École nationale d'administration (Algérie) (1re promotion).
- Docteur d'État en aménagement du territoire.
- Professeur à l'université de Poitiers.
- Professeur à l'ENA d'Alger.

## Fonctions politiques, parlementaires et ministérielles
- Sous-directeur des collectivités locales au ministère de l'intérieur
- Directeur de l'administration et des finances locales au ministère de l'intérieur
- Directeur Général des collectivités locales au Ministère de l'intérieur
- Inspecteur général à la Présidence de la République.
- Wali de Tébessa (13 mai 1984[1]-7 mai 1986[2])
- Wali d'Alger (31 mai 1997-22 août 1999[3])
- Secrétaire général du ministère de l'intérieur
- Ministre de la jeunesse et des sports
- Ministre de l'équipement
- Ministre de l'équipement et de l'aménagement du territoire
- Ministre en mission extraordinaire chargé de l'administration de la Wilaya d'Alger
- Ministre gouverneur du Grand-Alger
- Ministre de l'aménagement du territoire et de l'environnement
- Ministre de l'aménagement du territoire, de l'environnement et du tourisme
- Ministre de l'Industrie, de la Petite et Moyenne Entreprise et de la Promotion de l'Investissement
- Ambassadeur des Désert et des Terres arides (Convention des Nations unies pour la Lutte Contre la Désertification).
- Président de la Fondation des Déserts du Monde
- Membre de l’organisation internationale (Leaders pour la Paix).

## Biographie
Cherif Rahmani, chargé du droit environnemental en Algérie, a mis en place des instruments économiques et financiers visant à instaurer une fiscalité écologique aux normes internationales consacrant le principe de pollueur-payeur.
Il a par ailleurs contribué à la mise en œuvre du Plan national d’Action pour l’Environnement et le Développement Durable (PNAE-DD). En tant que président de la Fondation Déserts du Monde (en) et Porte-parole honorifique de l’Année internationale des Nations unies pour les déserts et la lutte contre la désertification, il a, par exemple, contribué à la réalisation de l’Institut des déserts du monde et du Musée des déserts, à la réhabilitation du Fort de Tinerkouk. Il a participé à la réalisation de la Conférence internationale sur la biodiversité des déserts (Brésil), de la Conférence internationale sur les femmes et la désertification (Italie), du Deuxième symposium international sur la désertification et la migration (Tunisie), ainsi qu’à l’organisation du 3e Festival des cultures et civilisations des peuples des déserts.
Cherif Rahmani a élaboré le Schéma national d'aménagement du territoire (SNAT 2025) et a reçu le 24 mars 2008 le « bouclier de l'Environnement », décoration décernée par le Réseau arabe pour l'environnement et le développement durable (RAED) qui regroupe les associations et les organisations non gouvernementales du monde arabe.
Le Plan d'action pour la Méditerranée (PAM) lui a décerné le titre d’ambassadeur de la côte méditerranéenne.
Le ministre algérien qui est ambassadeur des Nations unies, porte-parole honoraire, pour l'année 2006, pour l'année internationale des déserts et de la désertification et président de la Fondation Déserts du monde, a reçu le prix « champions de la terre 2007 » par le Programme des Nations unies pour l'environnement (PNUE).